# Valter Matošević
Valter Matošević (Rijeka, 25 de julho de 1976) é um ex-handebolista profissional croata, atuava como goleiro, é bicampeão olímpico.